# Tetramorium tantillum
Tetramorium tantillum är en myrart som beskrevs av Bolton 1979. Tetramorium tantillum ingår i släktet Tetramorium och familjen myror. Inga underarter finns listade i Catalogue of Life.

## Bildgalleri

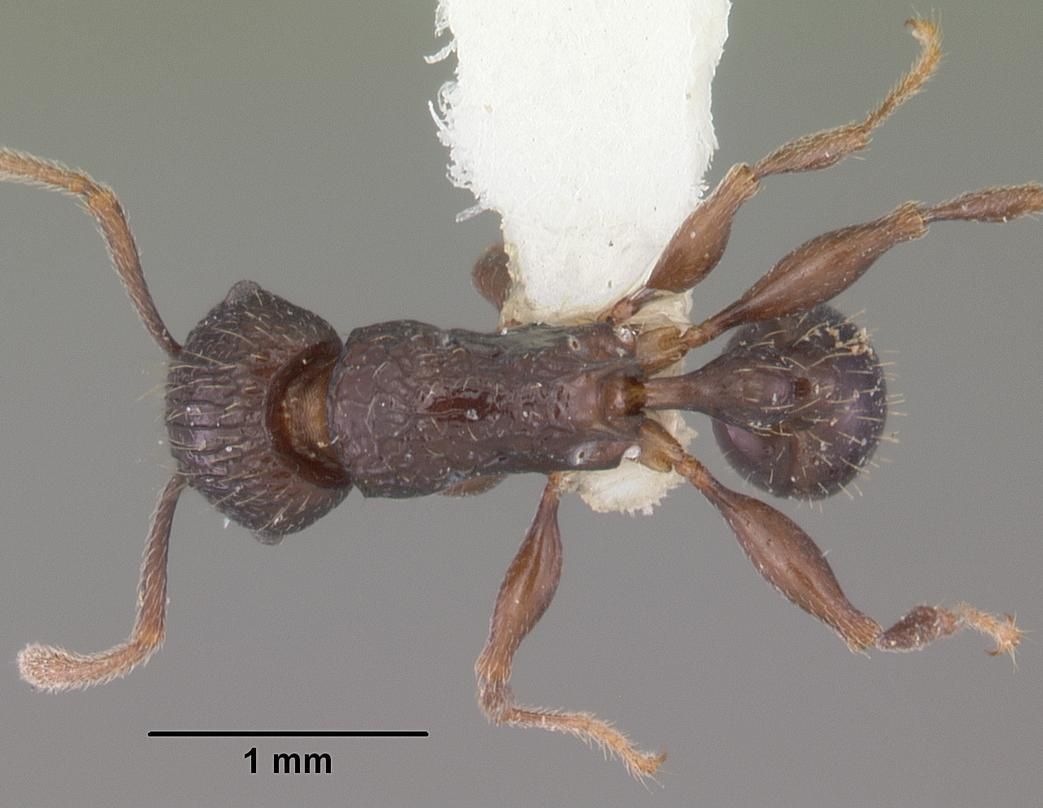
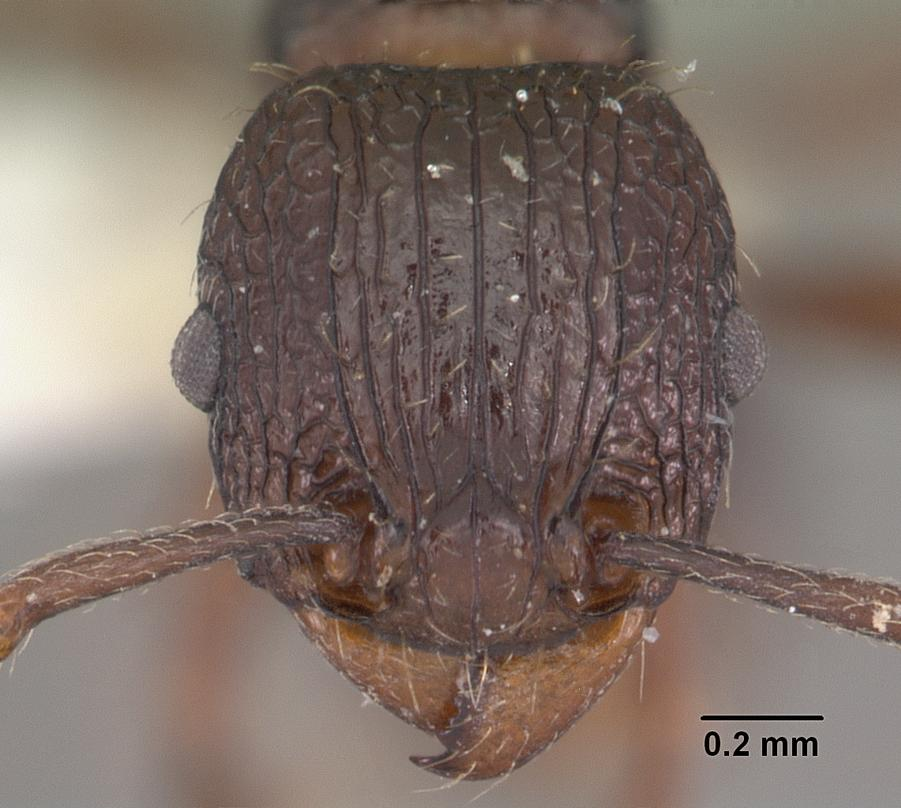
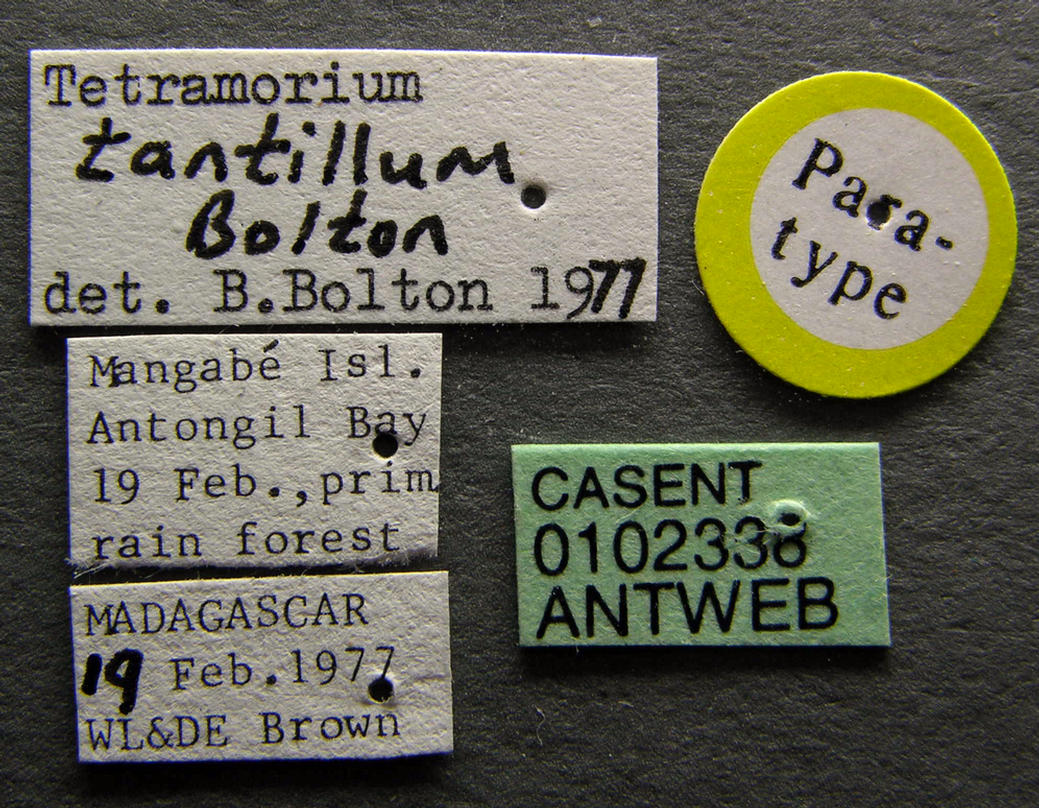
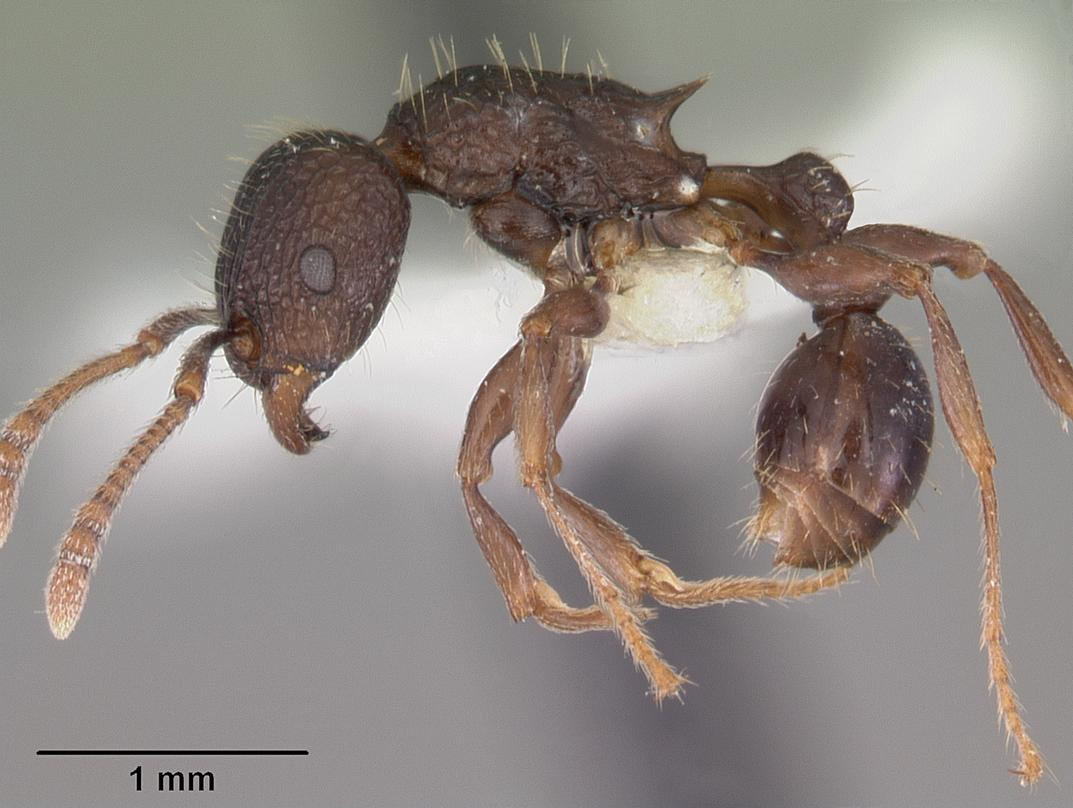